# Пироволл
Пироволл (англ. Pierowall) — деревня на острове Уэстрей в архипелаге Оркнейских островов (Шотландия).

## География
Расположена на берегу бухты Пироволл в северо-западной части острова.

## Транспорт
В деревне действует пристань. Паром компании Orkney Ferries «MV Golden Mariana» совершает ежедневные рейсы на остров Папа-Уэстрей в летний период.
Автодорога «B9066» ведёт в деревню Рэпнесс в юго-восточной части острова.

## Образование
В деревне работает средняя школа «Westray Junior High School».

## Культура
В летний период работает культурный центр «Westray Heritage Centre». Один из экспонатов центра — небольшая статуэтка женской фигуры каменного века Уэстрей-Уайф или Венера Оркнейская. Статуэтка была найдена летом 2009 года в раскопках поселения Линкс-оф-Нолтленд.

## Достопримечательности
- Замок Нолтленд — построен в 1560 году Гилбертом Бальфуром[5].
- Леди-Кирк — разрушенная церковь, первоначально построена в XIII веке, перестроена в XVII веке[6].
- Сторхаус — склад 1888 года постройки возле пристани на набережной Джилл-Пир, бывший рыбный склад. В 2001 году включён в список памятников архитектуры категории «B»[7][8].
- Тринэйби-Милл — бывшая водяная мельница, построена в 1897 году, перестроена в жилой дом в 2000 году. В 1971 году включена в список памятников архитектуры категории «B»[9][10].